# Апсолутних сто (ТВ серија)
Апсолутних сто је  надолазећа српска серија из 2023. године. 

Светска премијера мини серије jе одржана на 59 издању филмског фестивала у Карловим Варима.

## Радња
Тинејџерка Соња је посвећена и талентована спортискиња. Живи усредсређена на свој сан о освајању злата у стрељаштву на Олимпијским играма 2024 године. Соња је повучена, социјално неприлагођена, а недавно су њени некада сјајни резултати необјашњиво подбацили.
Соњин брат Вук ради код Милија, сина моћног бизнисмена - криминалца.
Када Вук начини недопустиву грешку, Мили почиње да прогања и прети породици.
Да би заштитила Вука и оца Драгана, ратног ветерана, Соња одлучује да предузме акцију.
Користећи Драганову стару снајперску пушку, Соња убија Милија.
Полицијску истрагу води млад и некорумпиран инспектор, који постепено слаже причу.
Милијев отац, у очајном бесу због смрти мезимца, тражи освету. Круг се све више стеже око Вука и Соње. Пре или касније, Соња ће морати поново да убије... 
.

## Улоге
| Глумац             | Улога |
| ------------------ | ----- |
| Анита Огњановић    |       |
| Борис Исаковић     |       |
| Миодраг Драгичевић |       |
| Мухамед Хаџовић    |       |
| Дејан Чукић        |       |
| Марко Грабеж       |       |
| Чубрило Чупић      |       |
| Ана Франић         |       |
| Срђан Тодоровић    |       |
| Вук Костић         |       |